# Lay It Down (Lloyd)
Lay It Down è un brano musicale del cantante R&B Lloyd, pubblicato come primo singolo estratto dall'album King of Hearts in anteprima il 15 agosto 2010 ed ufficialmente il 30 agosto 2011. Il brano è costruito su un campionamento di Love, Need and Want You di Patti Labelle.

## Tracce
1. Lay It Down – 4:01

## Classifiche
| Classifica (2010)              | Posizione più alta |
| ------------------------------ | ------------------ |
| US Billboard Hot 100           | 64                 |
| US Billboard R&B/Hip-Hop Songs | 7                  |